# Comuna Andriivka, Busk
Andriivka (în ucraineană Андріївка) este o comună în raionul Busk, regiunea Liov, Ucraina, formată din satele Andriivka (reședința), Ostrivciîk-Pîlnîi și Petrîci.

## Demografie
Componența lingvistică a comunei Andriivka
     Ucraineană (99,92%)
     Alte limbi (0,08%)
Conform recensământului din 2001, majoritatea populației comunei Andriivka era vorbitoare de ucraineană (99,92%), existând în minoritate și vorbitori de alte limbi.